# 头桥镇
32°19′40″N 119°38′52″E / 32.327795°N 119.647882°E
头桥镇是中国江苏省扬州市广陵区的一个镇，位于扬州市东南部，为原头桥镇与红桥镇在2003年10月合并而成。东与江都区隔江相望，南接镇江丹徒高桥，西邻李典镇，北至杭集镇。头桥镇面积约64平方公里，人口4.48万人，下辖2个居委会，15个行政村。